# Oreca 07
Az Oreca 07 modell egy Le Mans-i prototípus versenyautó, amelyet a Hosszútávú-világbajnokság LMP2-es géposztályában használnak. Az autó bemutatkozása a 2017-es Daytonai 24 órás viadalon volt. Elődei közé tartozik az Oreca 03-as, illetve az Oreca 05-ös modell.

## Fejlesztés

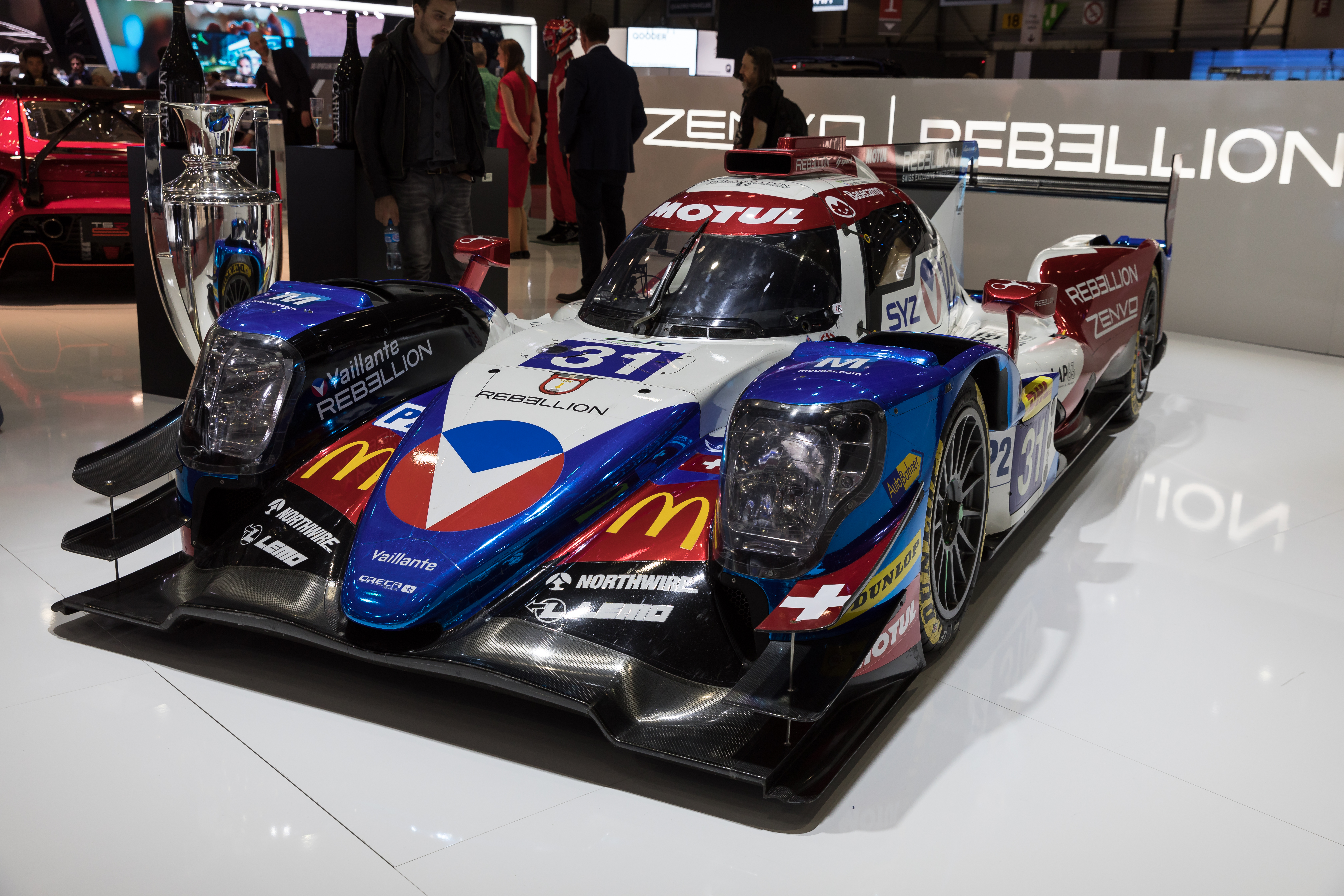
Egy a Rebellion Racing által használt eredeti Oreca 07.

A prototípus előkészítése az Oreca 05 fejlesztéséig nyúlik vissza. A modellt úgy fejlesztették ki, hogy megfeleljen a 2017-es Hosszútávú-világbajnokság LMP2-es osztályának új műszaki szabályaival. A francia gyártó célja az volt, hogy maximalizálja a teljesítményt az energia- és erőforrás-felhasználásával összpontosítva. Az Oreca 07-es alváza elsősorban a 05-re alapszik, fejlesztésekkel. Motorját a Gibson által biztosított, GK-428 V8-as hajtja.
Az autó első métereit 2016. október végén végezte el a Circuit Paul Ricard-on.

## Alpine A470

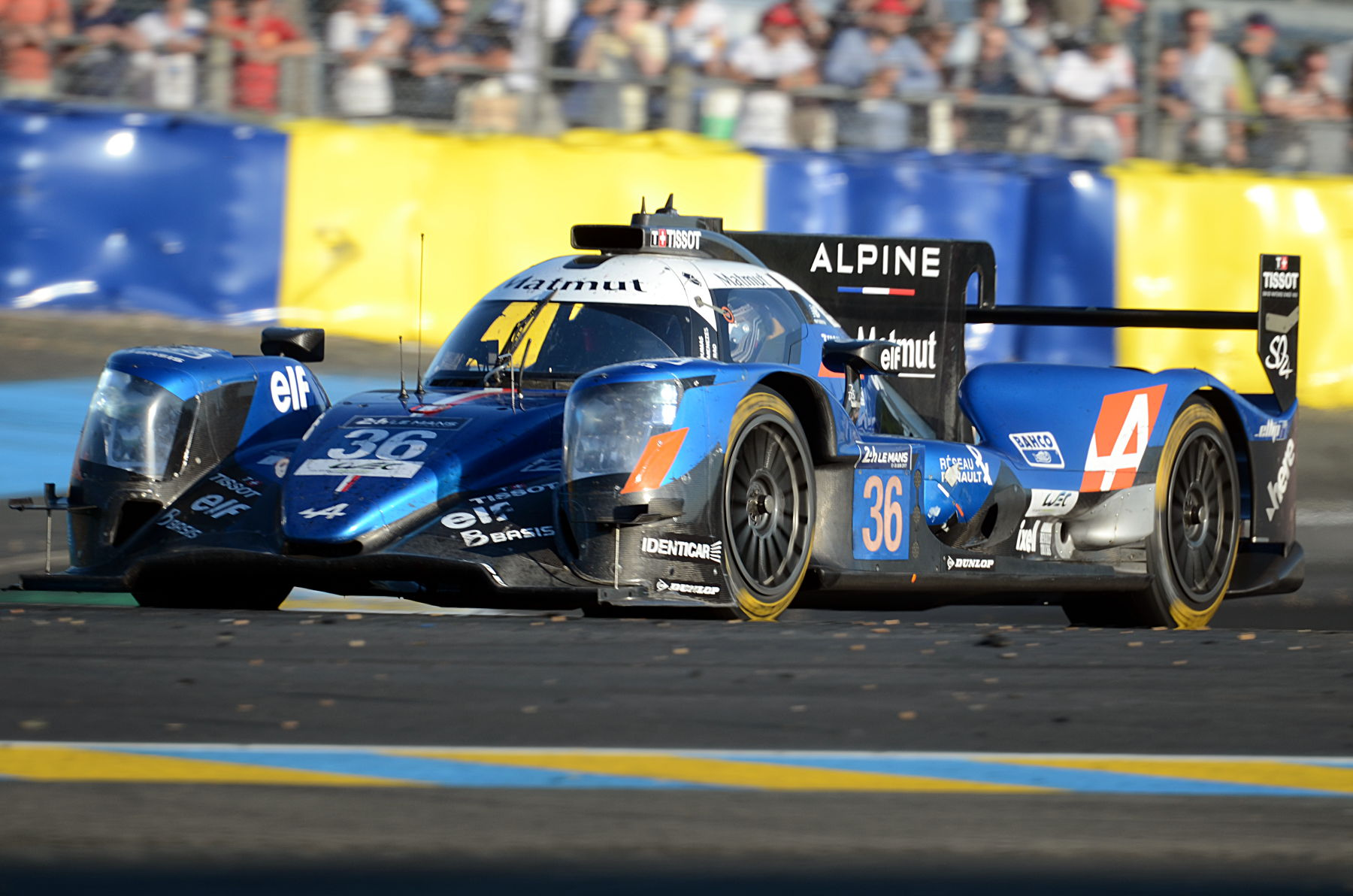
Az Alpine A470

Az Alpine francia autógyártócég az Alpine A470-et nevezte a 2017-es évben a Team Signatech Alpine Matmut csapatával. Ez az autó technikailag megegyezik az Oreca 07-el, ugyanazt az alvázat és a belső alkatrészeket használták a gyártásához. Ez az Alpine A460 utódja, amely megnyerte az LMP2-es kategóriát 2016-ban.

## Acura ARX-05

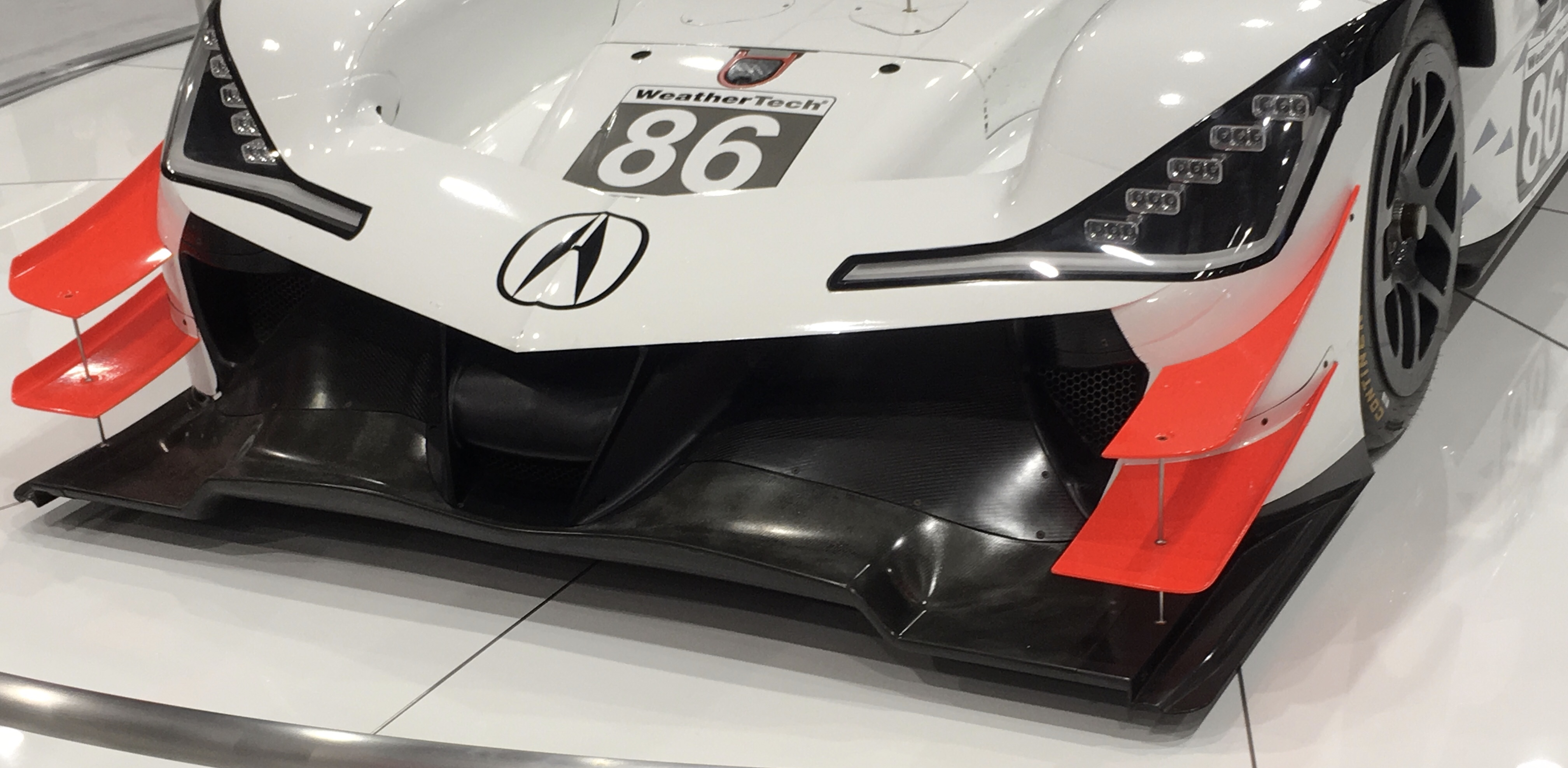
Az Acura ARX-05.

A prototípus egyik változatát, az Acura ARX-05-et az IMSA WeatherTech SportsCar bajnokságra tervezték a DPi osztály előírási szerint. Az autót a Honda Performance Development és az Oreca közreműködésével fejlesztették ki. A konstrukció motorja, 3,5 literes V6-os turbó Acura AR35TT. Bemutatkozó éve a 2018-as idényben volt, amely gépezeteket a Team Penske gárdája készítette fel.

## Aurus 01
Az Aurus orosz limuzingyártó vállalat 2019-ben együttműködést kötött a G-Drive Racing-gel, amelyben megegyeztek, hogy a modell nevét Aurus 01-re változtatják az Európa Le Mans Szériában. Ez az autó technikailag ugyanaz, csupán a névhasználati jog tulajdonosa megváltozott.